# ۱۰۱۸ (قمری)
۱۰۱۸ (قمری)، هزار و هجدهمین سال در گاهشماری هجری قمری است. اول محرم این سال برابر با ششم آوریل سال ۱۶۰۹ میلادی است.